# ميشيل أيكمن
ميشيل أيكمن (بالفنلندية: Michel Ekman)‏ هو مؤلف فنلندي، ولد في 1956.